# ティナ・ブルックス
ティナ・ブルックス（Tina Brooks、1932年6月7日 - 1974年8月13日）は、アメリカ合衆国のテナー・サクソフォーン奏者。ハード・バップ・ジャズのアーティストとして知られる。本名はハロルド・フロイド・ブルックス（Harold Floyd  Brooks）。年の離れた兄にブバ・ブルックスがいる。

## 略歴
ノースカロライナ州のファイエットビルに生まれる。1944年、家族に連れられニューヨークに移ってから、程なくしてC管のサクソフォーンを学んだ。1951年にリズム・アンド・ブルースのピアニスト、ソニー・トンプソンと共演してプロの音楽家として活動に入り、1955年にはヴィブラフォン奏者のライオネル・ハンプトンとも共演した。トランペット奏者で作曲家のリトル・ベニー・ハリスと親交を結ぶ。1958年のブルーノート・レコードとの契約ではハリスが重要な役割を果たすこととなり、お蔭でリーダーとして最初の録音を行うことができた。
ブルックスは、ブルーノート・レーベルへの録音で名を遺した。リーダーとしては1958年から1961年まで4度のセッションを行なっており、サイドマンとしては、ケニー・バレルやフレディ・ハバード、ジャッキー・マクリーン、フレディ・レッド、ジミー・スミスのアルバムに参加した。マクリーンとレッドはブルックスのアルバムに参加している。ブルックスは、ジャック・ゲルバーの演劇『コネクション（The Connection）』において、マクリーンの配役（第2の楽師役）の臨時代役に立てられ、アルバムの収録曲を舞台で演奏した。
薬物依存のために健康が衰えると、1961年から録音を行わなくなった。肝臓障害のために早世している。

## ディスコグラフィ

### リーダー・アルバム
- 『トゥルー・ブルー』 - True Blue (1960年、Blue Note)
- 『マイナー・ムーヴ』 - Minor Move (1980年、Blue Note) ※1958年録音
- 『ストリート・シンガー』 - Street Singer (1980年、Blue Note) ※1960年録音 with ジャッキー・マクリーン
- 『バック・トゥ・ザ・トラックス』 - Back to the Tracks (1998年、Blue Note) ※1960年録音
- 『ザ・ウェイティング・ゲーム』 - The Waiting Game (2002年、Blue Note) ※1961年録音